# Liste des oiseaux d'Afrique équatoriale
Ci-dessous est une liste d'oiseaux endémiques ou quasi-endémiques de la forêt intra-tropicale africaine.
| Nom                              | Famille           | Répartition                                                                                   | Statut UICN | Image |
| -------------------------------- | ----------------- | --------------------------------------------------------------------------------------------- | ----------- | ----- |
| Agrobate à dos brun              | Muscicapidae      | Forêt du bassin du Congo (aire dissoute)                                                      |             | -     |
| Agrobate du Ghana                | Muscicapidae      | répandu (aire dissoute)                                                                       |             | -     |
| Aigle de Cassin                  | Accipitridae      | répandu                                                                                       |             |       |
| Akalat à ailes rousses           | Pellorneidae      | Forêts humides guinéennes                                                                     |             | -     |
| Akalat brun                      | Pellorneidae      | répandu                                                                                       |             |       |
| Akalat à poitrine écaillée       | Pellorneidae      | Forêt du bassin du Congo                                                                      |             |       |
| Akalat à poitrine blanche        | Pellorneidae      | répandu                                                                                       |             | -     |
| Akalat de Puvel                  | Pellorneidae      | répandu (aire dissoute)                                                                       |             | -     |
| Akalat à tête noire              | Pellorneidae      | répandu                                                                                       |             |       |
| Alèthe à couronne orangée        | Muscicapidae      | Forêt du bassin du Congo & forêt basse-guinéenne                                              |             |       |
| Alèthe à huppe rousse            | Muscicapidae      | Forêts humides guinéennes                                                                     |             | -     |
| Amarante de Reichenow            | Estrildidae       | Cameroun (nord) & Tchad (sud)                                                                 |             |       |
| Apalis du Bamenda                | Cisticolidae      | Forêts des hauts plateaux camerounais                                                         |             |       |
| Apalis à calotte noire           | Cisticolidae      | répandu (aire dissoute)                                                                       |             |       |
| Apalis de Gosling                | Cisticolidae      | Forêt du bassin du Congo                                                                      |             |       |
| Apalis du Kabobo                 | Cisticolidae      | Forêts d'altitude du rift Albertin : massif du mont Kabobo                                    |             | -     |
| Apalis de Sharpe                 | Cisticolidae      | Forêts humides guinéennes                                                                     |             |       |
| Astrild nonnette                 | Estrildidae       | nord                                                                                          |             |       |
| Astrild à tête noire             | Estrildidae       | Forêt du bassin du Congo                                                                      |             |       |
| Autour à flancs roux             | Accipitridae      | Forêt du bassin du Congo                                                                      |             |       |
| Autour à longue queue            | Accipitridae      | répandu                                                                                       |             |       |
| Autour de Toussenel              | Accipitridae      | répandu                                                                                       |             |       |
| Bagadais à bec rouge             | Vangidae          | Forêt guinéenne de l'Ouest africain                                                           |             |       |
| Bagadais à ventre roux           | Vangidae          | Forêt du bassin du Congo                                                                      |             |       |
| Barbican chauve                  | Lybiidae          | ouest : du Sierra Leone à l'Angola                                                            |             |       |
| Barbican à gorge grise           | Lybiidae          | Forêt du bassin du Congo                                                                      |             |       |
| Barbican hérissé                 | Lybiidae          | répandu                                                                                       |             |       |
| Barbican à narines emplumées     | Lybiidae          | Forêt guinéenne de l'Ouest africain & Forêt du bassin du Congo (ouest)                        |             |       |
| Barbican de Sladen               | Lybiidae          | Bassin du Congo                                                                               |             | -     |
| Barbican à taches jaunes         | Lybiidae          | répandu                                                                                       |             |       |
| Barbion à croupion rouge         | Lybiidae          | répandu                                                                                       |             |       |
| Barbion grivelé                  | Lybiidae          | répandu                                                                                       |             |       |
| Barbion à gorge jaune            | Lybiidae          | répandu                                                                                       |             |       |
| Bathmocerque à capuchon          | Cisticolidae      | Forêts humides guinéennes                                                                     |             | -     |
| Bathmocerque à face noire        | Cisticolidae      | Forêt du bassin du Congo (aire dissoute)                                                      |             |       |
| Bias écorcheur                   | Vangidae          | répandu                                                                                       |             |       |
| Bouscarle du Cameroun            | Locustellidae     | Forêts des hauts plateaux camerounais                                                         |             | -     |
| Bouscarle géante                 | Locustellidae     | Forêt du bassin du Congo (ouest)                                                              |             | -     |
| Brachycope du Congo              | Ploceidae         | rives du Congo                                                                                |             | -     |
| Bulbul d'Ansorge                 | Pycnonotidae      | répandu                                                                                       |             | -     |
| Bulbul à barbe blanche           | Pycnonotidae      | répandu                                                                                       |             |       |
| Bulbul à barbe jaune             | Pycnonotidae      | Forêts humides guinéennes                                                                     |             |       |
| Bulbul à bec grêle               | Pycnonotidae      | répandu                                                                                       |             |       |
| Bulbul bruyant                   | Pycnonotidae      | Forêt du bassin du Congo                                                                      |             | -     |
| Bulbul concolore                 | Pycnonotidae      | Grassland (Cameroun)                                                                          |             | -     |
| Bulbul crinon                    | Pycnonotidae      | Forêt guinéenne de l'Ouest africain                                                           |             | -     |
| Bulbul curvirostre               | Pycnonotidae      | répandu                                                                                       |             |       |
| Bulbul doré                      | Pycnonotidae      | répandu                                                                                       |             |       |
| Bulbul à dos vert                | Pycnonotidae      | Forêt du bassin du Congo                                                                      |             | -     |
| Bulbul à gorge blanche           | Pycnonotidae      | répandu                                                                                       |             |       |
| Bulbul à gorge grise             | Pycnonotidae      | Grassland (Cameroun) & Bioko                                                                  |             | -     |
| Bulbul gracile                   | Pycnonotidae      | répandu                                                                                       |             |       |
| Bulbul ictérin                   | Pycnonotidae      | répandu                                                                                       |             |       |
| Bulbul jaunelore                 | Pycnonotidae      | Forêt du bassin du Congo (ouest) & Bioko                                                      |             | -     |
| Bulbul de Lorenz                 | Pycnonotidae      | Bassin du Congo (nord-est)                                                                    |             | -     |
| Bulbul modeste                   | Pycnonotidae      | répandu                                                                                       |             |       |
| Bulbul moustac                   | Pycnonotidae      | répandu                                                                                       |             | -     |
| Bulbul à moustaches jaunes       | Pycnonotidae      | répandu                                                                                       |             |       |
| Bulbul olivâtre                  | Pycnonotidae      | Grassland (Cameroun) & Bioko                                                                  |             | -     |
| Bulbul à queue blanche           | Pycnonotidae      | répandu                                                                                       |             | -     |
| Bulbul à queue rousse            | Pycnonotidae      | répandu                                                                                       |             |       |
| Bulbul à queue verte             | Pycnonotidae      | Forêts humides guinéennes                                                                     |             |       |
| Bulbul des raphias               | Pycnonotidae      | répandu                                                                                       |             |       |
| Bulbul de Reichenow              | Pycnonotidae      | Forêt du bassin du Congo                                                                      |             | -     |
| Bulbul tacheté                   | Pycnonotidae      | répandu                                                                                       |             | -     |
| Bulbul à ventre jaune            | Pycnonotidae      | Grassland (Cameroun)                                                                          |             | -     |
| Bulbul verdâtre                  | Pycnonotidae      | répandu                                                                                       |             |       |
| Bulbul aux yeux jaunes           | Pycnonotidae      | Bassin du Congo                                                                               |             | -     |
| Calao brévibande                 | Bucerotidae       | Forêt guinéenne de l'Ouest africain                                                           |             |       |
| Calao à casque jaune             | Bucerotidae       | Forêt guinéenne de l'Ouest africain (aire dissoute)                                           |             |       |
| Calao à casque noir              | Bucerotidae       | répandu                                                                                       |             |       |
| Calao de Cassin                  | Bucerotidae       | Forêt du Bassin du Congo                                                                      |             | -     |
| Calao à cuisses blanches         | Bucerotidae       | Forêt du bassin du Congo & Nigeria                                                            |             |       |
| Calao de Grant                   | Bucerotidae       | Bassin du Congo                                                                               |             | -     |
| Calao de Hartlaub                | Bucerotidae       | Forêt guinéenne de l'Ouest africain & ouest de l'Afrique centrale                             |             |       |
| Calao à huppe blanche            | Bucerotidae       | Forêt guinéenne de l'Ouest africain                                                           |             |       |
| Calao à joues brunes             | Bucerotidae       | Forêts humides guinéennes                                                                     |             |       |
| Calao longibande                 | Bucerotidae       | Forêt du bassin du Congo                                                                      |             |       |
| Calao pygmée                     | Bucerotidae       | répandu                                                                                       |             |       |
| Canard de Hartlaub               | Anatidae          | répandu                                                                                       |             |       |
| Capucin bicolore                 | Estrildidae       | répandu                                                                                       |             |       |
| Chevêchette à pieds jaunes       | Strigidae         | répandu                                                                                       |             |       |
| Chevêchette à queue barrée       | Strigidae         | Forêt du bassin du Congo                                                                      |             | -     |
| Choucador à cou blanc            | Sturnidae         | Forêt du bassin du Congo (nord)                                                               |             |       |
| Choucador à queue bronzée        | Sturnidae         | Forêts humides guinéennes                                                                     |             |       |
| Choucador à tête pourprée        | Sturnidae         | Forêt du bassin du Congo                                                                      |             |       |
| Cisticole babillarde             | Cisticolidae      | Forêt du bassin du Congo & forêt basse-guinéenne                                              |             |       |
| Cisticole de Chubb               | Cisticolidae      | Grassland (Cameroun) & forêts d'altitude du rift Albertin                                     |             |       |
| Cisticole siffleuse              | Cisticolidae      | répandu                                                                                       |             |       |
| Cossyphe à ailes bleues          | Muscicapidae      | répandu                                                                                       |             |       |
| Cossyphe d'Isabel                | Muscicapidae      | Grassland (Cameroun)                                                                          |             | -     |
| Cossyphe à poitrine brune        | Muscicapidae      | répandu                                                                                       |             |       |
| Cossyphe à tête blanche          | Muscicapidae      | Bassin du Congo : ouest de la RDC                                                             |             | -     |
| Cossyphe à ventre blanc          | Muscicapidae      | Grassland (Cameroun), Bioko & forêts d'altitude du rift Albertin                              |             | -     |
| Coucal du Gabon                  | Cuculidae         | Forêt du bassin du Congo (ouest)                                                              |             |       |
| Coucou à gorge jaune             | Cuculidae         | répandu                                                                                       |             |       |
| Coucou de Mechow                 | Cuculidae         | répandu                                                                                       |             | -     |
| Coucou olivâtre                  | Cuculidae         | répandu                                                                                       |             | -     |
| Crombec à gorge tachetée         | Macrosphenidae    | répandu (aire dissoute)                                                                       |             | -     |
| Crombec vert                     | Macrosphenidae    | répandu                                                                                       |             |       |
| Cubla à gros bec                 | Malaconotidae     | répandu                                                                                       |             |       |
| Drongo de forêt                  | Dicruridae        | répandu                                                                                       |             |       |
| Drongo modeste                   | Dicruridae        | répandu                                                                                       |             |       |
| Duc à crinière                   | Strigidae         | répandu                                                                                       |             |       |
| Échenilleur à barbillons         | Campephagidae     | Forêts humides guinéennes                                                                     |             |       |
| Échenilleur bleu                 | Campephagidae     | répandu                                                                                       |             |       |
| Échenilleur loriot               | Campephagidae     | Forêt du bassin du Congo (aire dissoute)                                                      |             |       |
| Elminie bleue                    | Stenostiridae     | répandu                                                                                       |             |       |
| Elminie à tête noire             | Stenostiridae     | répandu                                                                                       |             | -     |
| Elminie à ventre blanc           | Stenostiridae     | Grassland (Cameroun) & forêts d'altitude du rift Albertin                                     |             | -     |
| Engoulevent de Bates             | Caprimulgidae     | Forêt du bassin du Congo                                                                      |             |       |
| Engoulevent à deux taches        | Caprimulgidae     | répandu (aire dissoute)                                                                       |             | -     |
| Engoulevent de Prigogine         | Caprimulgidae     | Forêts d'altitude du rift Albertin : monts Itombwe                                            |             | -     |
| Érémomèle à tête brune           | Cisticolidae      | répandu                                                                                       |             |       |
| Érythrocerque à tête rousse      | Erythrocercidae   | répandu                                                                                       |             |       |
| Euplecte des marais              | Ploceidae         | Forêt du bassin du Congo                                                                      |             |       |
| Eurylaime à flancs roux          | Eurylaimidae      | répandu                                                                                       |             |       |
| Eurylaime à tête grise           | Eurylaimidae      | Forêt du bassin du Congo                                                                      |             |       |
| Francolin de Latham              | Phasianidae       | répandu                                                                                       |             |       |
| Gladiateur ensenglanté           | Malaconotidae     | répandu                                                                                       |             |       |
| Gladiateur à front blanc         | Malaconotidae     | Forêt du bassin du Congo                                                                      |             |       |
| Gladiateur du Kupé               | Malaconotidae     | Forêts des hauts plateaux camerounais : réserve de forêts de Bakossi                          |             | -     |
| Gladiateur de Langden            | Malaconotidae     | ouest et forêts d'altitude du rift Albertin                                                   |             |       |
| Gladiateur multicolore           | Malaconotidae     | répandu                                                                                       |             |       |
| Gladiateur à poitrine verte      | Malaconotidae     | Forêts des hauts plateaux camerounais                                                         |             |       |
| Gobemouche ardoisé               | Muscicapidae      | répandu                                                                                       |             |       |
| Gobemouche de Cassin             | Muscicapidae      | répandu                                                                                       |             |       |
| Gobemouche cendré                | Muscicapidae      | répandu                                                                                       |             |       |
| Gobemouche enfumé                | Muscicapidae      | Forêt du bassin du Congo                                                                      |             | -     |
| Gobemouche forestier             | Muscicapidae      | répandu                                                                                       |             |       |
| Gobemouche à gorge grise         | Muscicapidae      | répandu                                                                                       |             |       |
| Gobemouche du Libéria            | Muscicapidae      | Forêts de plaine de Guinée occidentale                                                        |             |       |
| Gobemouche olivâtre              | Muscicapidae      | répandu                                                                                       |             | -     |
| Gobemouche à pattes jaunes       | Muscicapidae      | Forêt du bassin du Congo                                                                      |             | -     |
| Gobemouche à sourcils blancs     | Muscicapidae      | répandu                                                                                       |             | -     |
| Gobemouche de Tessmann           | Muscicapidae      | répandu                                                                                       |             | -     |
| Gobemouche d'Ussher              | Muscicapidae      | Forêts humides guinéennes                                                                     |             |       |
| Gonolek fuligineux               | Malaconotidae     | répandu                                                                                       |             |       |
| Gonolek de Lühder                | Malaconotidae     | Forêt du bassin du Congo                                                                      |             |       |
| Gonolek de montagne              | Malaconotidae     | Grassland (Cameroun) & Bioko                                                                  |             | -     |
| Gonolek à ventre jaune           | Malaconotidae     | Grassland (Cameroun)                                                                          |             |       |
| Grand-duc à aigrettes            | Strigidae         | répandu                                                                                       |             |       |
| Grand-duc de Shelley             | Strigidae         | répandu (aire dissoute)                                                                       |             |       |
| Grand-duc tacheté                | Strigidae         | répandu                                                                                       |             |       |
| Grive de Crossley                | Turdidae          | Forêt du bassin du Congo (aire dissoute)                                                      |             |       |
| Grive olivâtre                   | Turdidae          | répandu (aire dissoute)                                                                       |             |       |
| Guêpier à collier bleu           | Meropidae         | Forêt du bassin du Congo                                                                      |             |       |
| Guêpier gris-rose                | Meropidae         | Forêt du bassin du Congo & Nigeria                                                            |             |       |
| Guêpier à moustaches             | Meropidae         | Forêt guinéenne de l'Ouest africain (aire dissoute)                                           |             |       |
| Guêpier noir                     | Meropidae         | répandu                                                                                       |             |       |
| Guêpier à tête bleue             | Meropidae         | Forêt du bassin du Congo                                                                      |             |       |
| Guêpier à tête noire             | Meropidae         | Forêt du bassin du Congo, Nigeria & Côte d'Ivoire                                             |             |       |
| Hirondelle à bavette             | Hirundinidae      | répandu                                                                                       |             |       |
| Hirondelle de Brazza             | Hirundinidae      | Forêt du bassin du Congo                                                                      |             |       |
| Hirondelle brune                 | Hirundinidae      | Forêts d'altitude du mont Cameroun et de Bioko (en)                                           |             |       |
| Hirondelle du Congo              | Hirundinidae      | Bassin du Congo                                                                               |             | -     |
| Hirondelle de forêt              | Hirundinidae      | Cameroun, Gabon, Guinée équatoriale                                                           |             | -     |
| Hirondelle à queue courte        | Hirundinidae      | répandu                                                                                       |             |       |
| Horizorin de Dohrn               | Sylviidae         | Principe                                                                                      |             |       |
| Hylia verte                      | Hyliidae          | répandu                                                                                       |             |       |
| Hyliote à dos violet             | Hyliotidae        | répandu                                                                                       |             |       |
| Ibis olive                       | Threskiornithidae | répandu (aire dissoute)                                                                       |             |       |
| Ibis de Sao Tomé                 | Threskiornithidae | São Tomé                                                                                      |             |       |
| Ibis vermiculé                   | Threskiornithidae | répandu                                                                                       |             |       |
| Indicateur d'Eisentraut          | Indicatoridae     | Forêt guinéenne de l'Ouest africain (aire dissoute)                                           |             | -     |
| Indicateur pygmée                | Indicatoridae     | répandu                                                                                       |             |       |
| Indicateur à queue en lyre       | Indicatoridae     | répandu                                                                                       |             | -     |
| Indicateur de Willcocks          | Indicatoridae     | répandu                                                                                       |             | -     |
| Indicateur de Zenker             | Indicatoridae     | Forêt du bassin du Congo                                                                      |             | -     |
| Inséparable à collier noir       | Psittacidae       | répandu (forêt dense)                                                                         |             |       |
| Irrisor à tête blanche           | Phoeniculidae     | répandu (aire dissoute)                                                                       |             |       |
| Irrisor à tête brune             | Phoeniculidae     | répandu (aire dissoute)                                                                       |             |       |
| Kakameg à poitrine grise         | Modulatricidae    | Grassland (Cameroun), Bioko & forêts d'altitude du rift Albertin                              |             | -     |
| Loriot à ailes noires            | Oriolidae         | répandu                                                                                       |             |       |
| Loriot de Sao Tomé               | Oriolidae         | São Tomé                                                                                      |             |       |
| Loriot à tête noire              | Oriolidae         | répandu                                                                                       |             |       |
| Mahali à calotte marron          | Passeridae        | nord                                                                                          |             |       |
| Malcoha à bec jaune              | Cuculidae         | répandu                                                                                       |             |       |
| Malimbe de Ballmann              | Ploceidae         | Forêts humides guinéennes : Libéria                                                           |             | -     |
| Malimbe à bec bleu               | Ploceidae         | répandu                                                                                       |             |       |
| Malimbe de Cassin                | Ploceidae         | Forêt du bassin du Congo                                                                      |             |       |
| Malimbe couronné                 | Ploceidae         | Forêt du bassin du Congo (aire dissoute)                                                      |             |       |
| Malimbe huppé                    | Ploceidae         | répandu                                                                                       |             |       |
| Malimbe à queue rouge            | Ploceidae         | Forêt guinéenne de l'Ouest africain                                                           |             |       |
| Malimbe de Rachel                | Ploceidae         | Forêt du bassin du Congo                                                                      |             | -     |
| Malimbe à tête rouge             | Ploceidae         | répandu                                                                                       |             |       |
| Malimbe à ventre rouge           | Ploceidae         | Forêt du bassin du Congo (nord) et sud-est du Nigeria                                         |             | -     |
| Martinet de Cassin               | Apodidae          | répandu                                                                                       |             |       |
| Martinet de Chapin               | Apodidae          | répandu (aire dissoute)                                                                       |             | -     |
| Martinet de Sabine               | Apodidae          | répandu                                                                                       |             |       |
| Martin-chasseur marron           | Alcedinidae       | répandu                                                                                       |             |       |
| Martin-chasseur à poitrine bleue | Alcedinidae       | répandu                                                                                       |             |       |
| Martin-pêcheur azuré             | Alcedinidae       | répandu                                                                                       |             |       |
| Martin-pêcheur à tête rousse     | Alcedinidae       | répandu                                                                                       |             |       |
| Martin-pêcheur à ventre blanc    | Alcedinidae       | répandu                                                                                       |             |       |
| Mésange enfumée                  | Paridae           | répandu                                                                                       |             |       |
| Mésangette rayée                 | Hyliidae          | répandu                                                                                       |             |       |
| Nasique grise                    | Macrosphenidae    | répandu                                                                                       |             | -     |
| Nasique jaune                    | Macrosphenidae    | Forêt du bassin du Congo                                                                      |             | -     |
| Nasique de Kemp                  | Macrosphenidae    | Forêt guinéenne de l'Ouest africain                                                           |             |       |
| Néocossyphe à queue blanche      | Turdidae          | répandu                                                                                       |             |       |
| Nicator à gorge jaune            | Nicatoridae       | Forêt du bassin du Congo                                                                      |             | -     |
| Nicator à gorge jaune            | Nicatoridae       | Forêt du bassin du Congo                                                                      |             | -     |
| Nigrette à calotte grise         | Estrildidae       | répandu                                                                                       |             | -     |
| Nigrette à front jaune           | Estrildidae       | répandu                                                                                       |             | -     |
| Nigrette à ventre blanc          | Estrildidae       | répandu                                                                                       |             |       |
| Nigrette à ventre roux           | Estrildidae       | répandu                                                                                       |             |       |
| Onoré à huppe blanche            | Ardeidae          | répandu                                                                                       |             |       |
| Paon du Congo                    | Phasianidae       | Bassin du Congo                                                                               |             |       |
| Parmoptile à front rouge         | Estrildidae       | Forêts humides guinéennes                                                                     |             |       |
| Parmoptile à gorge rousse        | Estrildidae       | Forêt du bassin du Congo (ouest) & Nigeria                                                    |             |       |
| Parmoptile de Jameson            | Estrildidae       | Bassin du Congo (nord)                                                                        |             |       |
| Perroquet à calotte rouge        | Psittacidae       | répandu                                                                                       |             |       |
| Perroquet jaco                   | Psittacidae       | répandu                                                                                       |             |       |
| Petit-duc d'Annobon              | Strigidae         | Annobón                                                                                       |             | -     |
| Petit-duc à bec jaune            | Strigidae         | répandu (aire dissoute)                                                                       |             |       |
| Petit-duc de Principe            | Strigidae         | Principe                                                                                      |             | -     |
| Petit-duc de Sao Tomé            | Strigidae         | Sao Tomé                                                                                      |             | -     |
| Phyllanthe capucin               | Leiothrichidae    | Forêt guinéenne de l'Ouest africain & Forêt du bassin du Congo (nord)                         | -           | -     |
| Phyllanthe de Chapin             | Leiothrichidae    | Forêts d'altitude du rift Albertin (ouest)                                                    |             | -     |
| Phyllanthe à collier roux        | Leiothrichidae    | Forêts d'altitude du rift Albertin                                                            |             |       |
| Phyllanthe à gorge blanche       | Leiothrichidae    | Forêts des hauts plateaux camerounais                                                         |             | -     |
| Pic barré                        | Picidae           | répandu                                                                                       |             |       |
| Pic à couronne d'or              | Picidae           | Forêt du bassin du Congo                                                                      |             |       |
| Pic du Gabon                     | Picidae           | Forêt du bassin du Congo                                                                      |             |       |
| Pic à raies noires               | Picidae           | Forêt guinéenne de l'Ouest africain                                                           |             |       |
| Pic de Tullberg                  | Picidae           | Grassland (Cameroun) & Bioko                                                                  |             | -     |
| Picatharte du Cameroun           | Picathartidae     | Cameroun, Gabon, Guinée équatoriale                                                           |             |       |
| Picatharte de Guinée             | Picathartidae     | Forêt guinéenne de l'Ouest africain                                                           |             |       |
| Pigeon gris                      | Columbidae        | répandu                                                                                       |             |       |
| Pigeon à nuque blanche           | Columbidae        | Grassland (Cameroun), massifs des Bongo et de l'Adamaoua & forêts d'altitude du rift Albertin |             |       |
| Pigeon à nuque bronzée           | Columbidae        | répandu                                                                                       |             |       |
| Pintade noire                    | Numididae         | Forêt du bassin du Congo                                                                      |             |       |
| Pintade plumifère                | Numididae         | Forêt du bassin du Congo                                                                      |             |       |
| Pintade à poitrine blanche       | Numididae         | Forêts humides guinéennes (aire dissoute)                                                     |             |       |
| Pintade de Verreaux              | Numididae         | répandu                                                                                       |             | -     |
| Pipit à longues pattes           | Motacillidae      | Forêt du bassin du Congo (ouest)                                                              |             |       |
| Pluvier de Forbes                | Charadriidae      | répandu                                                                                       |             |       |
| Poliolaïs à queue blanche        | Cisticolidae      | Grassland (Cameroun) & Bioko                                                                  |             |       |
| Pouillot à tête noire            | Phylloscopidae    | Grassland (Cameroun) & Bioko                                                                  |             | -     |
| Prinia à gorge blanche           | Cisticolidae      | Forêt du bassin du Congo                                                                      |             |       |
| Prinia grise                     | Cisticolidae      | Forêt du bassin du Congo (nord)                                                               |             |       |
| Prinia rayée                     | Cisticolidae      | Forêt du bassin du Congo                                                                      |             |       |
| Prinia du Sierra Leone           | Cisticolidae      | Forêts humides guinéennes : forêts de plaine de Guinée occidentale                            |             |       |
| Prinia verte                     | Cisticolidae      | Grassland (Cameroun) & Bioko                                                                  |             |       |
| Pririt du Bamenda                | Platysteiridae    | Forêts des hauts plateau camerounais                                                          |             | -     |
| Pririt chalybée                  | Platysteiridae    | Forêt du bassin du Congo (ouest)                                                              |             |       |
| Pririt châtain                   | Platysteiridae    | Forêt du bassin du Congo                                                                      |             |       |
| Pririt de l'Ituri                | Platysteiridae    | Forêt du bassin du Congo : forêt de l'Ituri                                                   |             | -     |
| Pririt de Lawson                 | Platysteiridae    | Afrique de l'Ouest, sud du Cameroun et Gabon                                                  |             |       |
| Pririt à taches blanches         | Platysteiridae    | Forêt du bassin du Congo                                                                      |             | -     |
| Pririt de Verreaux               | Platysteiridae    | Forêt du bassin du Congo (ouest)                                                              |             | -     |
| Pseudolangrayen d'Afrique        | Hirundinidae      | Bassin du Congo                                                                               |             |       |
| Râle à gorge grise               | Rallidae          | répandu                                                                                       |             | -     |
| Râle perlé                       | Sarothruridae     | répandu                                                                                       |             |       |
| Râle à pieds rouges              | Rallidae          | répandu                                                                                       |             |       |
| Rémiz à front jaune              | Remizidae         | répandu                                                                                       |             | -     |
| Rolle à gorge bleue              | Coraciidae        | répandu                                                                                       |             |       |
| Rollier à ventre bleu            | Coraciidae        | nord                                                                                          |             |       |
| Rougegorge d'Alexander           | Muscicapidae      | Grassland (Cameroun) & forêts d'altitude du rift Albertin                                     |             | -     |
| Rougegorge de forêt              | Muscicapidae      | Forêt guinéenne de l'Ouest africain, Cameroun et Gabon                                        |             |       |
| Rougegorge merle                 | Muscicapidae      | répandu (aire dissoute)                                                                       |             | -     |
| Rufipenne de forêt               | Sturnidae         | répandu                                                                                       |             |       |
| Sénégali à bec bleu              | Estrildidae       | Bassin du Congo                                                                               |             | -     |
| Sénégali brun                    | Estrildidae       | Forêt du bassin du Congo                                                                      |             |       |
| Sénégali sanguin                 | Estrildidae       | répandu                                                                                       |             |       |
| Sénégali à ventre noir           | Estrildidae       | répandu (aire dissoute)                                                                       |             |       |
| Serpentaire du Congo             | Accipitridae      | répandu                                                                                       |             |       |
| Souimanga de Bates               | Nectariniidae     | répandu (aire dissoute)                                                                       |             | -     |
| Souimanga à bec droit            | Nectariniidae     | Forêts humides guinéennes                                                                     |             |       |
| Souimanga de Bouvier             | Nectariniidae     | Afrique centrale (aire dissoute)                                                              |             |       |
| Souimanga de Fraser              | Nectariniidae     | répandu                                                                                       |             | -     |
| Souimanga à gorge bleue          | Nectariniidae     | répandu                                                                                       |             |       |
| Souimanga à gorge verte          | Nectariniidae     | répandu                                                                                       |             |       |
| Souimanga de Hartlaub            | Nectariniidae     | Principe                                                                                      |             |       |
| Souimanga de Johanna             | Nectariniidae     | répandu                                                                                       |             |       |
| Souimanga à menton gris          | Nectariniidae     | Forêt du bassin du Congo & forêt basse-guinnéenne                                             |             |       |
| Souimanga minule                 | Nectariniidae     | répandu                                                                                       |             |       |
| Souimanga de Newton              | Nectariniidae     | Sao Tomé                                                                                      |             |       |
| Souimanga à queue violette       | Nectariniidae     | Forêt du bassin du Congo                                                                      |             |       |
| Souimanga de Reichenbach         | Nectariniidae     | répandu                                                                                       |             |       |
| Souimanga royal                  | Nectariniidae     | Forêts d'altitude du rift Albertin                                                            |             |       |
| Souimanga de Seimund             | Nectariniidae     | répandu                                                                                       |             |       |
| Souimanga de Stuhlmann           | Nectariniidae     | Forêts d'altitude du rift Albertin                                                            |             |       |
| Souimanga superbe                | Nectariniidae     | répandu                                                                                       |             |       |
| Souimanga à tête bleue           | Nectariniidae     | Grassland (Cameroun) & Bioko                                                                  |             |       |
| Souimanga à tête grise           | Nectariniidae     | Bassin du Congo                                                                               |             |       |
| Souimanga à ventre olive         | Nectariniidae     | répandu                                                                                       |             |       |
| Stizorhin de Finsch              | Turdidae          | Forêt guinéenne de l'Ouest africain                                                           |             | -     |
| Stizhorhin de Fraser             | Turdidae          | Forêt du bassin du Congo                                                                      |             |       |
| Tchitrec d'Annobon               | Monarchidae       | Annobón                                                                                       |             | -     |
| Tchitrec de Bates                | Monarchidae       | Forêt du bassin du Congo                                                                      |             | -     |
| Tchitrec de Bedford              | Monarchidae       | Forêts d'altitude du rift Albertin                                                            |             | -     |
| Tchitrec du Congo                | Monarchidae       | Forêt du bassin du Congo                                                                      |             | -     |
| Tchitrec noir                    | Monarchidae       | répandu                                                                                       |             | -     |
| Tchitrec à ventre roux           | Monarchidae       | répandu                                                                                       |             |       |
| Tisserin à bec grêle             | Ploceidae         | mangroves d'Afrique centrale                                                                  |             |       |
| Tisserin à cape jaune            | Ploceidae         | Forêt du bassin du Congo                                                                      |             | -     |
| Tisserin de Maxwell              | Ploceidae         | répandu                                                                                       |             |       |
| Tisserin noir                    | Ploceidae         | Forêt du bassin du Congo                                                                      |             |       |
| Tisserin à nuque d'or            | Ploceidae         | Bassin du Congo : forêt de l'Ituri                                                            |             | -     |
| Tisserin orangé                  | Ploceidae         | répandu (aire dissoute)                                                                       |             |       |
| Tisserin à pieds jaunes          | Ploceidae         | Bassin du Congo (nord-est)                                                                    |             | -     |
| Tisserin tricolore               | Ploceidae         | répandu                                                                                       |             |       |
| Touraco à bec noir               | Musophagidae      | Bassin du Congo                                                                               |             |       |
| Touraco doré                     | Musophagidae      | Forêts des hauts plateaux camerounais                                                         |             |       |
| Touraco géant                    | Musophagidae      | répandu                                                                                       |             |       |
| Touraco à gros bec               | Musophagidae      | Forêt guinéenne de l'Ouest africain & Forêt du bassin du Congo (ouest)                        |             |       |
| Tourtelette demoiselle           | Columbidae        | répandu                                                                                       |             |       |
| Trogon à joues jaunes            | Trogonidae        | Forêt du bassin du Congo                                                                      |             |       |
| Vanneau à poitrine châtaine      | Charadriidae      | Forêt du bassin du Congo (nord)                                                               |             |       |
| Zostérops d'Annobon              | Zosteropidae      | Annobón                                                                                       |             | -     |
| Zostérops du Cameroun            | Zosteropidae      | mont Cameroun                                                                                 |             |       |
| Zostérops de Fernando Po         | Zosteropidae      | Bioko : pico Basilé                                                                           |             |       |
| Zostérops forestier              | Zosteropidae      | Forêt du bassin du Congo (ouest)                                                              | -           | -     |
| Zostérops de Sao Tomé            | Zosteropidae      | Sao Tomé                                                                                      |             |       |
| Zostérops de Principé            | Zosteropidae      | Principe                                                                                      |             |       |